# Maryla Rodowicz

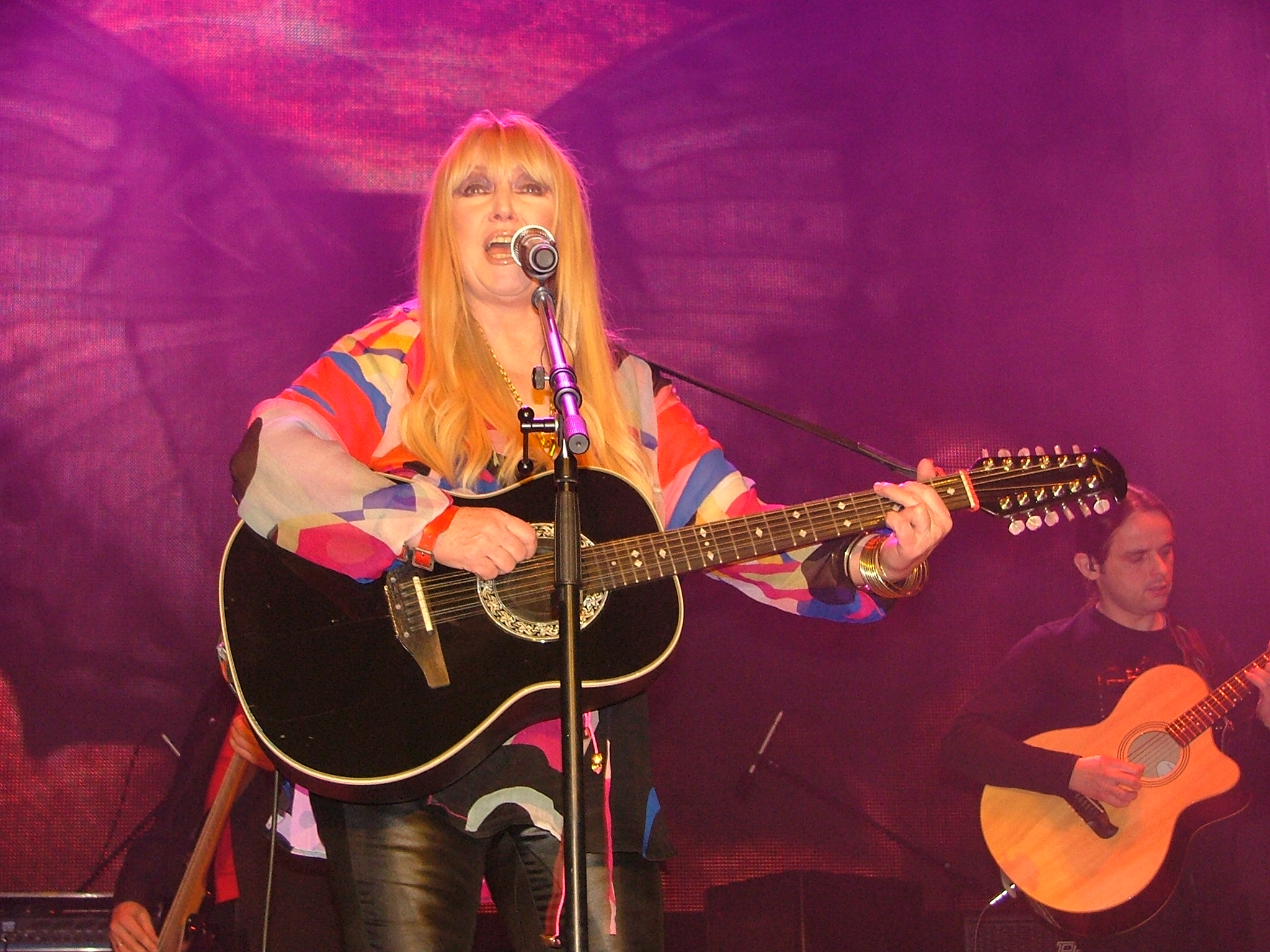
Maryla Rodowicz (2007)

Maryla Rodowicz (eigentlich Maria Antonina Rodowicz, * 8. Dezember 1945 in Zielona Góra) ist eine polnische Sängerin.

## Leben und Wirken
Maryla Rodowicz begann ihre Karriere als Pop- und Rocksängerin 1967 beim Festival des Studentenliedes in Kraków und gewann in den Folgejahren mehrere Schlagerwettbewerbe (Sotschi, Opole). Sie feierte in den 1970er und 80er Jahren bei ihren Konzerten und Fernsehauftritten große Erfolge. Sie ist auch nach der politischen Wende 1989 die Stimme des polnischen Volkes, die mit tiefgründigen und politischen Texten verpackt in Popmusik immer wieder die Stimmungslage in Polen trifft. Ihr größter Erfolg war das Lied Małgośka (in der deutschen Version: Marja) Anfang der 1970er Jahre, welches im Jahre 2000 in Polen zum populärsten Lied des 20. Jahrhunderts gewählt wurde. Der Text dieses Liedes stammt von der polnischen Dichterin und Songtexterin Agnieszka Osiecka. Bis heute zählt Maryla Rodowicz zu den populärsten polnischen Sängerinnen.
Im deutschsprachigen Raum wurde sie in den 1970er Jahren durch TV-Sendungen wie Ein Kessel Buntes und Aktuelle Schaubude bekannt und nahm über 30 ihrer Hits auch in deutscher Sprache für die DDR-Plattenfirma Amiga bzw. den Rundfunk der DDR auf. Einige davon erschienen innerhalb der CD-Reihe 60 Jahre Amiga 2007/2008 auf CD.

## Diskografie

### Alben
- 1970: Żyj mój świecie (Muza)
- 1972: Wyznanie (Pronit)
- 1972: Maryla Rodowiczova (Supraphon)
- 1973: Maryla Rodowicz (Amiga, überwiegend deutschsprachig)
- 1974: Rok (Pronit)
- 1976: Sing-Sing (Pronit)
- 1978: Wsiąść do pociągu (Pronit)
- 1979: Cyrk nocą (Pronit/Wifon)
- 1982: Święty spokój (Muza)
- 1983: Maryla Rodowicz (Melodia)
- 1984: Był sobie król (Polton)
- 1986: Gejsza nocy (Muza)
- 1987: Polska Madonna (Muza)
- 1991: Full (Polton)
- 1992: Absolutnie nic (Muza); wiederveröffentlicht: 1995 (Tra-La-La)
- 1994: Marysia Biesiadna (Tra-La-La, PL: Platin)[3]
- 1995: Złota Maryla (Tra-La-La)
- 1996: Antologia 1 (Tra-La-La/PolyGram Polska, PL: Gold)
- 1996: Antologia 2 (Tra-La-La/PolyGram Polska)
- 1996: Antologia 3 (Tra-La-La/PolyGram Polska)
- 1997: Łatwopalni. Tribute to Agnieszka Osiecka (Tra-La-La/PolyGram Polska, 2CD)
- 1998: Przed zakrętem (PolyGram Polska, PL: Gold)
- 1999: Karnawał 2000 (Universal Music)
- 2000: Niebieska Maryla (Universal Music)
- 2001: 12 najpiękniejszych kolęd (Universal Music)
- 2002: Życie ładna rzecz (Universal Music)
- 2003: Sowia Wola (Eulen Willen Studio)
- 2003: Maryla i przyjaciele (Polskie Radio S.A.)
- 2003: Nejvetši hity (Universal Music, Tschechien)
- 2004: Wola – 2 – Hopsasa
- 2005: Kochać (Sony BMG)
- 2005: Maryla Voila! Hopsasa
- 2006: Wola 4u
- 2007: Wola na 5
- 2007: Maryla Rodowicz – Die großen Erfolge (BMG Amiga, deutschsprachig)
- 2008: Jest cudnie (Sony BMG)
- 2010: 50 (Universal)
- 2011: Buty 2 (Universal)
- 2012: Antologia Maryli Rodowicz (Universal)
- 2018: Ach Świecie … (Sony Music PL)

### Singles (mit Auszeichnungen)
- 2015: Pełnia (mit Donatan, PL: ×2Doppelplatin )
- 2024: Damą być (mit Roksana Węgiel)
- 2024: Sing-Sing (mit Mrozu, PL: Gold)

### Fernsehen und Filme
| Jahr      | Titel                                                                             | Rolle                     | Zusätzliche Information                                                                     |
| --------- | --------------------------------------------------------------------------------- | ------------------------- | ------------------------------------------------------------------------------------------- |
| 1968      | Kulig                                                                             | Sie selber                |                                                                                             |
| 1970      | Mały                                                                              | Sie selber                |                                                                                             |
| 1977      | Hak                                                                               | Sie selber                |                                                                                             |
| 1980      | Pozłacany warkocz                                                                 | Sie selber                |                                                                                             |
| 1988      | Pan Kleks w kosmosie                                                              | Linella Carmello de Bazar |                                                                                             |
| 1995      | Dzieje mistrza Twardowskiego                                                      | Agnieszka                 |                                                                                             |
| 1996      | Maryla                                                                            | Sie selber                | Dokumentarfilm                                                                              |
| 1999–2004 | Rodzina zastępcza                                                                 | Urszula                   |                                                                                             |
| 2004–2009 | Rodzina zastępcza plus                                                            | Urszula                   |                                                                                             |
| 1999      | Klan                                                                              | Sie selber                |                                                                                             |
| 2009      | Niania                                                                            | Sie selber                |                                                                                             |
| 2009      | Prawdziwa historia Kota w Butach (deutsch: Die wahre Geschichte von Puss N Boots) | Königin                   | Polnisch synchronisierte Fassung                                                            |
| 2011      | SpongeBob Kanciastoporty (deutsch: SpongeBob Schwammkopf)                         | Hexe                      | folge: Przekleństwo klątwy (deutsch: Der Fluch des Banns) *Polnisch synchronisierte Fassung |
| 2021      | Maryla. Tak kochałam                                                              | Sie selber                | Dokumentarfilm                                                                              |

### Theater
| Jahr | Titel                                   | Rolle     | Theater                                       |
| ---- | --------------------------------------- | --------- | --------------------------------------------- |
| 1977 | Szalona lokomotywa                      | Hilda     | Teatr STU in Krakau                           |
| 1982 | Karnawałowe upominki                    | Unbekannt | Kongresshalle in Warschau                     |
| 1991 | Krakowiacy i Górale, czyli cud mniemany | Dorota    | Breslauer Oper in Breslau                     |
| 1994 | Królewna Śnieżka i krasnoludki          | Gburek    | Teatr Komedia in Warschau                     |
| 1999 | Cud mniemany, czyli Krakowiacy i Górale | Dorota    | Großes Theater „Stanisław Moniuszko“ in Posen |
| 2012 | Trójka do potęgi                        | Stumm     | Teatr Syrena in Warschau                      |